# Puissalicon

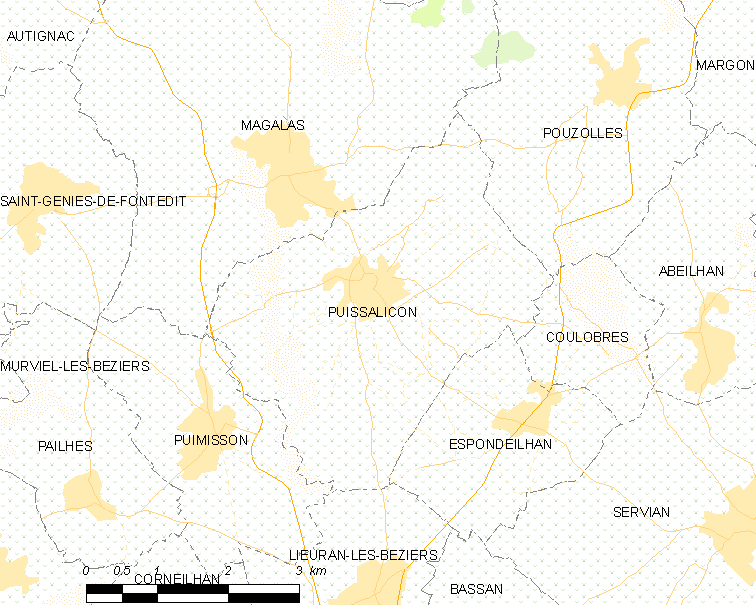
Mapa

 Puissalicon  (en idioma occitano Puèg-ericon) es una población y comuna francesa, situada en la región de Occitania, departamento de Hérault, en el distrito de Béziers y cantón de Pézenas.

## Demografía
| 817 | 788 | 658 | 810 | 802 | 911 | 1173 |
| Para los censos de 1962 a 1999 la población legal corresponde a la población sin duplicidades (Fuente: INSEE [Consultar]) |     |     |     |     |     |      |